# Casino (la Sénia)
Casino és una obra de la Sénia (Montsià) inclosa a l'Inventari del Patrimoni Arquitectònic de Catalunya.

## Descripció
Edifici que ocupa mitja illa de cases, situat en una zona cèntrica del poble. La seva estructura correspon a la típica de les cases pageses: planta baixa, primer pis (habitatge) i golfes. A la planta baixa hi ha el bar, que conserva les antigues estructures (taulell, escenari, etc.) i part del mobiliari. A la façana destaquen les grans portes, de dues fulles, amb muntants i llinda de pedra, i les finestres amb ampit de rajola valenciana amb decoració vegetal estilitzada i reixa de ferro. Arran del seu arranjament a finals de l'any 1991 va aparèixer a la llinda del c/ Ramón y Cajal el gravat "Horno/D C/año/1878", fet relacionable amb l'antic nom del carrer (carrer del Forn) que apareix a la documentació de l'arxiu municipal.

## Història
El cafè-teatre fou creat l'any 1920, si bé l'edifici ja existia anteriorment, tal com s'indica a la llinda del c/ Sant Vicent. Probablement durant el segle xix i principis del XX la seva funció era de forn.